# Nigronia serricornis
Nigronia serricornis là một loài côn trùng trong họ Corydalidae thuộc bộ Megaloptera. Loài này được Say in Keating miêu tả năm 1824.